# Hans-Joachim Rauschenbach
Pour les articles homonymes, voir Rauschenbach.
Hans-Joachim „Hajo“ Rauschenbach (né le 2 mai 1923 à Dresde, mort le 15 décembre 2010 à Michelstadt) est un journaliste sportif allemand.

## Biographie
Rauschenbach commence sa carrière en 1945 en tant que bénévole au Fuldaer Volkszeitung avant de rejoindre la Hessischer Rundfunk en 1957. Il travaille à la radio puis en 1961 à la télévision. Il présentera hessenschau et informe des activités du Landtag de Hesse.
En 1960, il travaille aussi pour l'ARD. De 1966 à 1969, il commente le Concours Eurovision de la chanson. Il devient journaliste sportif spécialisé dans la boxe anglaise, la danse sportive et le patinage artistique et présente Sportschau.
En 1990, il s'en va sur Eurosport, après des commentaires jugés comme faisant allusion à des idées politiques conservatrices. Il finit sa carrière sur Deutschen Sportfernsehen.